# Letrouitia corallina
Letrouitia corallina är en lavart som först beskrevs av Johannes Müller Argoviensis, och fick sitt nu gällande namn av Hafellner. Letrouitia corallina ingår i släktet Letrouitia och familjen Letrouitiaceae.   Inga underarter finns listade i Catalogue of Life.